# Zbych Trofimiuk
Zbych Trofimiuk, właśc. Zbigniew Krzysztof Trofimiuk (ur. 7 kwietnia 1979 w Warszawie) – australijski aktor polskiego pochodzenia.
Jako aktor młodzieżowy zyskał popularność w serialach australijskich, takich jak Dwa światy, Tropiciele gwiazd czy McGregorowie. Pasjonuje się narciarstwem, jazdą konną i karate.

## Nagrody
- Young Actor's Award, nagroda Australijskiego Instytutu Filmowego, w kategorii Television, za rolę w  Sky Trackers (1994)
- AFI Award, nagroda Australijskiego Instytutu Filmowego, w kategorii Best New Talent, za rolę w Sky Trackers (1995)

## Filmografia
- Snowy River: The McGregor Saga (McGregorowie) (1993)
- Sky Trackers (Tropiciele Gwiazd) (1994)
- A Country Practice (1994)
- Spellbinder (Dwa światy) (1995)

## Teatr
- La Mama (2005)